# Ratimir
Ratimir, (latinul: Ratimirus) 829-től 838-ig az alsó-pannóniai szlávok hercege vagy fejedelme (knez), Ljudevit Posavski utóda volt.
827-ben a bolgárok Omurtag nagykán vezetésével megszállták és meghódították Alsó-Pannóniát és az északi frank területek egy részét. 829-ben a bolgárok egy helyi herceget, Ratimirt tették meg a terület új uralkodójává. Tartománya a feltételezések szerint az egykori római Pannonia Savia területe volt, amely a mai Horvátország területén található.
838-ban, kilenc évvel később, Macedónia bolgár meghódítása után Radbod gróf, a Pannoniai őrgrófság uralkodója leváltotta Ratimirt és visszaállította a frank uralmat. Ratimir elmenekült, a frankok pedig Pribina és Kocel hercegeket bízták meg, hogy a frankok nevében uralkodjanak a pannóniai területen.
A dukljai pap krónikája szerint Ratimir egyik leszármazottja Szvatopluk, amelyet a történészek elutasítottak.